# 孫家孟
孫家孟（1934年—2013年4月4日），中国翻译家，生于天津，北京外國語學院（現北京外國語大學）西班牙語系畢業，中國南京大學外語學院退休的西班牙語教授，1981年到1982年間在秘魯留學，進修結構語義學。
他完整翻译了拉丁美洲重要作家馬里奧·巴爾加斯·略薩的小說《綠房子》（La casa verde）、《潘達雷昂上尉與勞軍女郎》（Pantaleón y las visitadoras）、《酒吧長談》（Conversación en La Catedral）、《誰是殺人犯》（Quién mató a Palomino Molero?）、《敘事人》（El hablador），以及阿根廷作家胡利奥·科塔薩爾的代表作《跳房子》（Rayuela），備受好評，屢獲再版，另外也完整翻譯了《堂吉訶德》（Don Quixote de la Mancha）。
主要的學術興趣在結構語義學和翻譯理論方面，曾參與編寫《西漢翻譯教程》教科書。
2013年4月4日，因病于南京逝世。